# Musée de l'Inquisition de Carcassonne
Le musée de l'inquisition ou musée de la torture est situé au cœur de la cité médiévale de Carcassonne dans le département de l'Aude.

## L'inquisition à Carcassonne

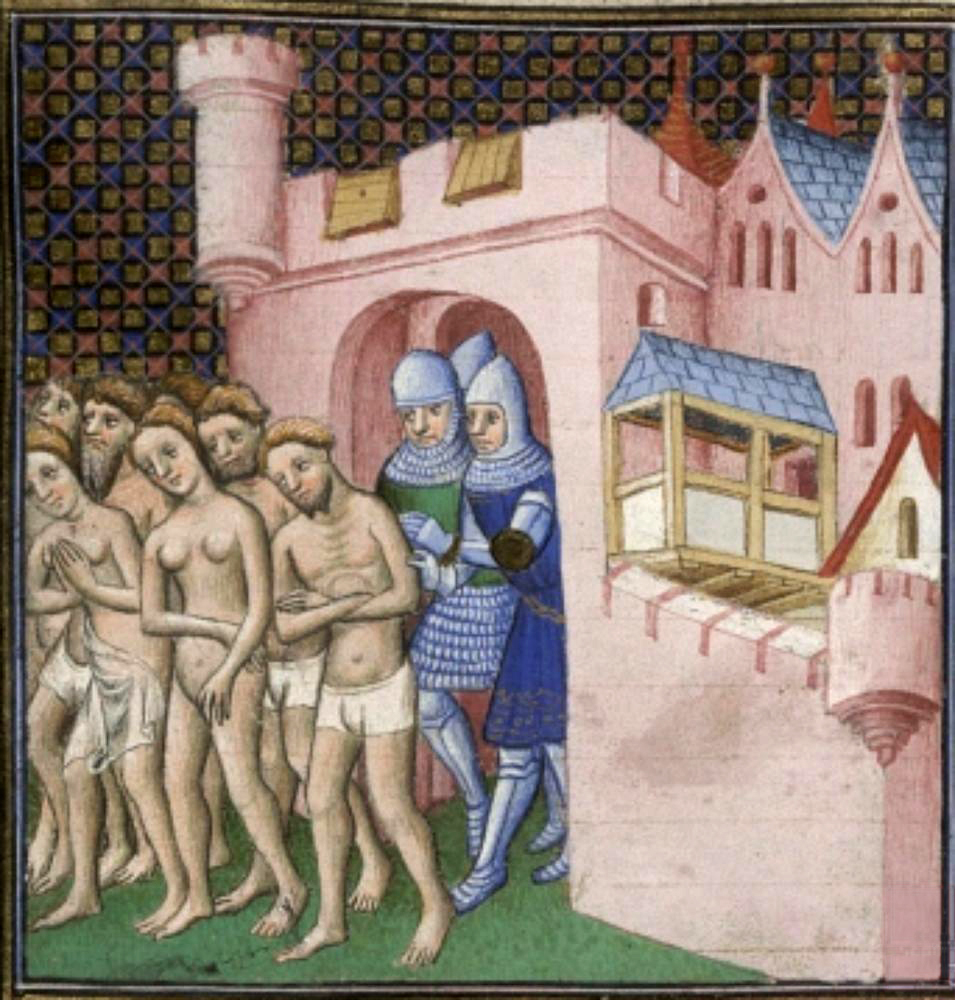
Les habitants de Carcassonne expulsés de la cité en 1209

En 1234 un tribunal d'Inquisition est installé à Carcassonne, les frères dominicains obtiennent du pape Grégoire IX les pleins pouvoirs pour chasser et juger les hérétiques, ils s'installent dans la Cité à la Tour de Justice.
Dès 1237, la répression est sans pitié, l'inquisiteur frère Ferrier mène des actions particulièrement musclées, il est même surnommé le marteau des hérétiques. En 1286, le Consul de Carcassonne adresse une plainte au roi de France sur la cruauté des inquisiteurs du lieu.
En 1303, la population est exaspérée par les abus, elle obtient l'appui du franciscain Bernard Délicieux, défenseur des opprimés et en opposition avec les ordres ecclésiastiques, pour chasser l'Inquisiteur général. Il fut torturé et condamné à la prison à vie, ses proches furent pendus. 
L'inquisition de Carcassonne a été rétablie, en 1321, le dernier dignitaire cathare, Guilhem Bélibaste, est brûlé vif à Villerouge-Termenès.
Une grande collection d'instruments de torture est exposée, de tous les pays de l’Europe, ainsi que de nombreuses gravures. Toutefois, la véridicité de beaucoup d'entre eux est fortement sujette à caution, ainsi la vierge de fer qui y est exposée est une pure invention du XIXe siècle.